# EDF1
EDF1 (англ. Endothelial differentiation related factor 1) – білок, який кодується однойменним геном, розташованим у людей на короткому плечі 9-ї хромосоми. Довжина поліпептидного ланцюга білка становить 148 амінокислот, а молекулярна маса — 16 369.
| 10         |  | 20         |  | 30         |  | 40         |  | 50         |
| ---------- |  | ---------- |  | ---------- |  | ---------- |  | ---------- |
| MAESDWDTVT |  | VLRKKGPTAA |  | QAKSKQAILA |  | AQRRGEDVET |  | SKKWAAGQNK |
| QHSITKNTAK |  | LDRETEELHH |  | DRVTLEVGKV |  | IQQGRQSKGL |  | TQKDLATKIN |
| EKPQVIADYE |  | SGRAIPNNQV |  | LGKIERAIGL |  | KLRGKDIGKP |  | IEKGPRAK   |

A: Аланін

D: Аспарагінова кислота

E: Глутамінова кислота

G: Гліцин

H: Гістидин

I: Ізолейцин

K: Лізин

L: Лейцин

M: Метіонін

N: Аспарагін

P: Пролін

Q: Глутамін

R: Аргінін

S: Серин

T: Треонін

V: Валін

W: Триптофан

Кодований геном білок за функціями належить до активаторів, білків розвитку, фосфопротеїнів. 
Задіяний у таких біологічних процесах, як транскрипція, регуляція транскрипції, диференціація клітин, ацетилювання, альтернативний сплайсинг. 
Білок має сайт для зв'язування з молекулою кальмодуліну, ДНК. 
Локалізований у цитоплазмі, ядрі.